# گئوبروه (گوبریاس)
گَئوبَروو یا گَئوبَرووَه (به پارسی باستان: 𐎥𐎢𐎲𐎽𐎢𐎺؛ نویسه‌گردانی: Gaubᵃruva⁠؛ به زبان یونانی باستان: Γωβρύης؛ نویسه‌گردانی: Gōbrúēs؛ یا به زبان یونانی باستان: Γοβρύας؛ نویسه‌گردانی: Gobrúas؛ به زبان ایلامی: Kambarma) نام یکی از بزرگان پارسی بود (گئوبروه نام مشترک چندین نجیب‌زاده پارسی بود). وی در سال ۵۲۲ پیش از میلاد، با کمک تعدادی از رؤسای هفت خانوادهٔ بزرگ پارسی با کشتن گئومات مغ که به عنوان بردیا فرزند کوروش بزرگ بر تخت نشسته بود، سلطنت را به داریوش بزرگ و خاندان هخامنشی بازگرداند.

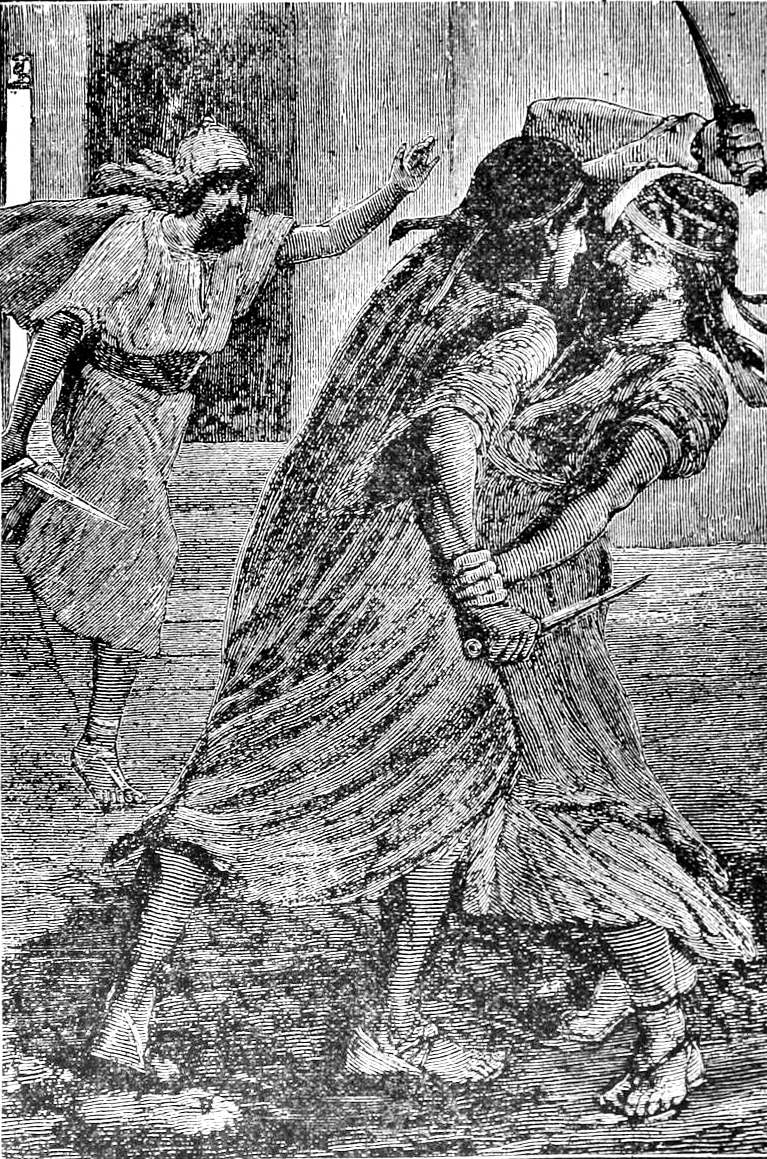
مبارزه بین گئوبروه و بردیا دروغین، چاپ قرن نوزدهم.

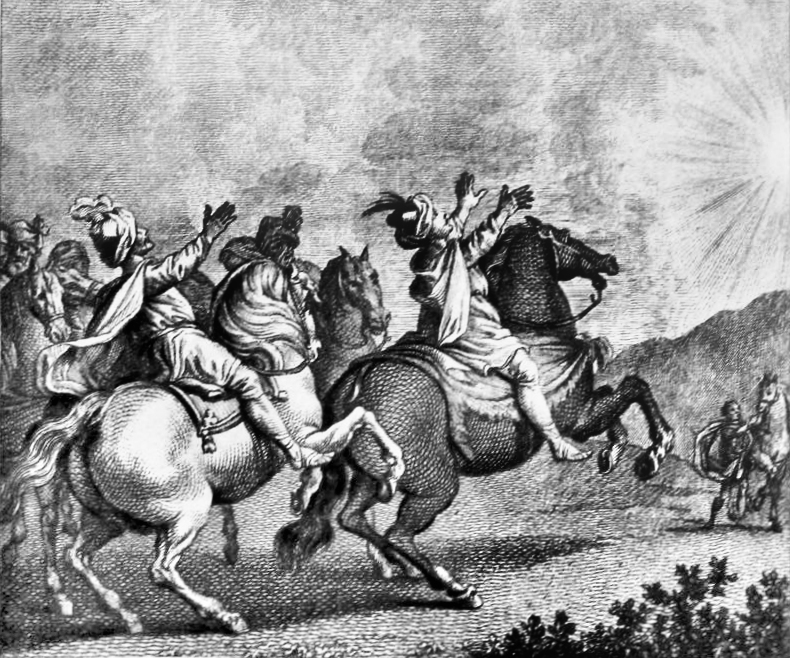
داریوش بزرگ، و شش قیام‌کننده دیگر، از جمله گئوبروه، با استناد به خورشید برای به پادشاهی رسیدن

این گئوبروه یکی از شش یار داریوش در کشتن گائوماتا در سپتامبر ۵۲۲ پیش از میلاد ذکر شده توسط هرودوت بود. او به عنوان نیزه‌دار (به پارسی باستان:arstbara) داریوش منصوب شد. وی بر روی سنگ‌نوشته بیستون و مقبره داریوش در نقش رستم نشان داده شده‌است:
Gaubaruva \ Patisuvaris \ Dara

yavahaus \ xsayathiyahya \ arstbara

Gobryas from Patisuvaris, the lance carrier of king Darius."
گوبریاس، از پتیشخواریش،
حامل نیزه شاه داریوش…
پتیشخواره (Patisuvaris) ممکن است منطقه کوهستانی در شمال البرز احتمالاً مازندران در شمال ایران امروزی باشد. در ۵۲۱ پیش از میلاد، او را برای سرکوب پادشاه شورشی آتامایتا به ایلام فرستادند. پس از این، او به عنوان ساتراپ ایلام خدمت کرد.
خانواده گئوبروه با خانواده داریوش بزرگ بسیار گره خورده بودند. گئوبروه با خواهر داریوش ازدواج کرد، با نام‌های مختلف Artazostre یا Radusdukda است. پسر آنها مردونیه، فرمانده کل ارتش‌های خشایارشا در دومین تهاجم ایرانیان به یونان بود، با دختر داریوش ارته‌زوستر ازدواج کرد و دختری از گئوبروه، از ازدواج قبلی، به نام رته‌بامه با داریوش ازدواج کرد.

### یاری گئوبروه به داریوش بزرگ برای به پادشاهی رسیدن
گئومات بعد از رفتن کمبوجیه به مصر خود را به‌جای بردیا پسر کوروش بزرگ معرفی کرده، بر تخت نشست. او بعد از دست انداختن به تاج و تخت، تمام زنان کمبوجیه را نیز در اختیار گرفت، یکی از این زنان فیدیما، دختر هوتن (اوتانس) یکی از تواناترین نجبای ایران و برادر کاساندان شهبانوی کوروش بزرگ بود. اولین کسی که پس از هفت ماه فرمانروایی به گئومات ظنین شد که او فرزند کوروش بزرگ نیست، بلکه مرد شیادی است، هوتن بود. او از دختر خود پرس و جو کرد. دخترش گفت «من هرگز بردیا پسر کوروش بزرگ را ندیده‌ام و نمی‌توانم او را از مغ تشخیص بدهم.» پدرش از او خواست که از آتوسا خواهر بردیا بپرسد که آیا او بردیای واقعی است یا نه. دخترش گفت «من وسیلهٔ گفتگو با آتوسا را ندارم و هیچ‌یک از زنان حرمسرا را هم ندیده‌ام چون همهٔ ما از هم جدا شده‌ایم.» وقتی کوروش حیات داشت دستور داده بود گوشهای این مغ را ببرند. هوتن از دخترش خواست وقتی شوهرش در خواب است، دست بر گوش او بکشد، اگر گوش داشت همان بردیا است و اگر نداشت معلوم می‌شود که گئومات است. فیدیما  زود فهمید که شوهرش گوش ندارد و نتیجهٔ تحقیق را به پدر اطلاع داد.
هوتن یک دستهٔ شش نفره از نجبای پارس را که به آن‌ها اطمینان داشت، تشکیل داد و با ورود داریوش از پارس تصمیم گرفته شد که او را نیز در گروه خویش وارد سازند. این هفت تن با هم قسم خوردند که برای دفع گئومات اقدام کنند.
نام این هفت تن از این قرار است:
در کتاب هرودوت و در سنگ‌نوشته بیستون
1. هرودوت :اوتانس /بیستون: «اوتانَـه» پسر ثوخرَه پارسی.
2. هرودوت :اسپاتینس /بیستون: «اَردومَـنیش» پسر وَهَـئوکَـه پارسی.
3. هرودوت :گوبریاس /بیستون: «گَئوبَـرووَه» پسر مَـرَدونی‌یَـه پارسی (بابلی‌ها این نام را اوگْـبَـرو تلفظ می‌کردند)، (سالنامه نبونعید).
4. هرودوت :اینتافرنس/بیستون: «ویدَفَـرنا-وینْـدَفَـرنا» پسر وایَـسپارَه.
5. هرودوت: مگابیزوس /بیستون: «بَـگَـبوخشَـه» پسر داتووَهیَـه پارسی (نام مگابیز در تاریخ حسن پیرنیا بغابیش آمده‌است)
6. هرودوت: هیدارنس /بیستون: «ویدَرنَـه» پسر بَـگابیگنَـه پارسی.

۷. هرودوت: داریوش /بیستون: «دارَیَـوَئوش» پسر وِشتاسَـپـَه (ویشتاسپ، هرودوت: هیستاسپ) نوه اَرَشامَـه (آرشام) هخامنشی.
هفت یار وفادار بر آن شدند که بی درنگ بر غاصب بتازند و پس از ادای فریضه و دعا و نیایش برای پیروزی به طرف قصر شتافتند. مغ که در تالار بود گریخت و به خوابگاهی پناه برد و کوشید در را بر روی مهاجمان قفل کند، اما دو نفر از ایشان (داریوش و گوبریاس) به او رسیدند و گوبریاس مغ را، در بازوان خود گرفت. داخل اتاق تاریک بود. داریوش که نگران زخمی کردن گئوبروه بود بالاخره خنجر خود را فرو برد و پیکر مغ را درید.
بعد از به سلطنت رسیدن داریوش، پیوند بین گئوبروه و داریوش توسط ازدواج‌های سیاسی‌ای که صورت گرفت عمیق‌تر شد. داریوش با دختر گئوبروه ازدواج کرد و او با خواهر داریوش زناشویی کرد. دختر هوتن، فیدیما همان بانو که راز مغ را فاش کرد، نیز با داریوش ازدواج کرد.
گئوبروه سردار داریوش بزرگ با گئوبروهٔ دیگری فرماندار گوتیان در زمان کوروش بزرگ تفاوت دارند به این دلیل که گئوبروه فرماندار گوتیان بعد از فتح بابل و منصوب شدن به فرمانداری بابل، مدتی بعد درگذشت.

## ارته‌برزن نوهٔ گئوبروه
بعد از مرگ داریوش بزرگ پسرش خشایارشا که از جانب مادر، دختر زادهٔ کوروش بزرگ بشمار می‌آمد به پادشاهی رسید. بعد از انتخاب خشایارشا (به خاطر نسبتی که خشایارشا با کوروش بزرگ داشت)، برادر ارشد او ارته‌برزن که دخترزادهٔ گئوبروه بود و مدت‌ها گمان می‌رفت، جانشین پدر شود، حتی نتوانست اندیشهٔ مخالفت را به سر راه بدهد.

## مردونیه پسر گئوبروه
مردونیه که در جنگهای بین ایران و یونان فرماندهی سپاه ایران را برعهده داشت، حاصل ازدواج گئوبروه با خواهر داریوش بزرگ بود. مردونیه نیز با دختر داریوش به نام ارته‌زوستر زناشویی کرد.